# Пиларж, Карел
Карел Пиларж (чеш. Karel Pilař; 23 декабря 1977, Прага, Чехословакия) — чешский хоккеист, защитник. Чемпион мира 2001 года.

## Карьера

### Клубная
На протяжении 20 лет своей карьеры Карел Пиларж сменил много клубов в различных лигах. Известен по выступлениям в НХЛ («Торонто Мейпл Лифс») и в КХЛ (ЦСКА Москва, «Лев Попрад», «Донбасс Донецк»), а также игре за сборную Чехии, в составе которой он в 2001 году завоевал золото чемпионата мира.
На драфте НХЛ 2001 года был выбран под 39-м номером клубом «Торонто Мейпл Лифс».
В составе пражской «Спарты» два раза (в 2006 и 2007 годах) становился чемпионом Экстралиги.
Обладатель Кубка Колдера 2008 года в составе «Чикаго Вулвз».
Участник матча звёзд КХЛ 2012.
В 2018 году завершил карьеру, играя за родной клуб «Литвинов» в чешской Экстралиге. После окончания игровой карьеры стал сразу работать хоккейным агентом.

### Международная
В составе сборной Чехии выступал на чемпионате мира 2001 года, на котором завоевал золотые медали.

## Достижения

### Командные
- Чемпион мира 2001
- Чемпион Чехии 2006 и 2007
- Обладатель Кубка Колдера 2008
- Бронзовый призёр чемпионата Чехии 2009 и 2014

### Личные
- Самый результативный защитник чемпионата Чехии 2001 (38 очков) и 2014 (29 очков)
- Лучший снайпер среди защитников чемпионата Чехии 2005 (13 шайб)
- Участник матча звёзд КХЛ 2012

## Статистика
- НХЛ — 102 игры, 35 очков (7 шайб + 28 передач)
- КХЛ — 114 игр, 30 очков (5+25)
- АХЛ — 123 игры, 71 очков (19+52)
- Чешская экстралига — 490 игр, 245 очков (72+173)
- Чемпионат Швеции — 13 игр, 4 очка (0+4)
- Чешская первая лига — 51 игра, 20 очков (8+12)
- Азиатская лига — 12 игр, 4 очка (1+3)
- Кубковые турниры (Лига чемпионов, Кубок Шпенглера, Кубок Виктории, Европейский трофей) — 23 игры, 12 очков (4+8)
- Сборная Чехии — 34 игры, 4 очка (1+3)
- Всего за карьеру — 962 игры, 425 очков (117+308)